# Ben Whishaw
Ben Whishaw (Clifton, Bedfordshire, 1980. október 14. –) Primetime Emmy- és Golden Globe-díjas brit színész.

## Fiatalkora
1980. október 14-én született a Cliftonban, Bedfordshire-ben, majd Langfordban nevelkedett. Van egy ikertestvére, James.

## Magánélete
2012-től Mark Bradshaw-val élt együtt. A pár 2022-ben elvált.

## Filmográfia

### Film
| Év   | Magyar cím                         | Eredeti cím                               | Szerep                                        | Magyar hang      |
| ---- | ---------------------------------- | ----------------------------------------- | --------------------------------------------- | ---------------- |
| 1999 | Az árok                            | The Trench                                | James Deamis közlegény                        | Előd Botond      |
| 1999 |                                    | Mauvaise passe                            | Jay                                           |                  |
| 2001 |                                    | My Brother Tom                            | Tom                                           |                  |
| 2004 | Kitartó szerelem                   | Enduring Love                             | Spud                                          | Szabó Máté       |
| 2004 | Torta                              | Layer Cake                                | Sidney                                        | Elek Ferenc      |
| 2004 | Torta                              | Layer Cake                                | Sidney                                        | Seszták Szabolcs |
| 2005 | Stoned – Brian Jones halála        | Stoned                                    | Keith Richards                                |                  |
| 2006 | A parfüm: Egy gyilkos története    | Perfume: The Story of a Murderer          | Jean-Baptiste Grenouille                      | Miller Zoltán    |
| 2007 | I’m Not There – Bob Dylan életei   | I’m Not There                             | Arthur                                        | Markovics Tamás  |
| 2008 | Utolsó látogatás                   | Brideshead Revisited                      | Sebastian Flyte                               | Pálmai Szabolcs  |
| 2009 | A bűn árfolyama                    | The International                         | Rene Antall                                   |                  |
| 2009 | Fényes csillag                     | Bright Star                               | John Keats                                    | Pálmai Szabolcs  |
| 2010 |                                    | The Tempest                               | Ariel                                         |                  |
| 2012 | Skyfall                            | Skyfall                                   | Q                                             | Szatory Dávid    |
| 2012 | Felhőatlasz                        | Cloud Atlas                               | hajósinas                                     | nem szólal meg   |
| 2012 | Felhőatlasz                        | Cloud Atlas                               | Robert Frobisher                              | Fekete Ernő      |
| 2012 | Felhőatlasz                        | Cloud Atlas                               | bolti eladó                                   | Fekete Ernő      |
| 2012 | Felhőatlasz                        | Cloud Atlas                               | Georgette                                     | Fekete Ernő      |
| 2012 | Felhőatlasz                        | Cloud Atlas                               | törzstag                                      | Fekete Ernő      |
| 2013 | A zéró elmélet                     | The Zero Theorem                          | doktor                                        |                  |
| 2013 | Éjjelek és nappalok                | Days and Nights                           | Eric                                          | Horváth Illés    |
| 2014 | Dallam                             | Lilting                                   | Richard                                       |                  |
| 2014 | Paddington                         | Paddington                                | Paddington medve (hang és arc motion capture) | Szente Vajk      |
| 2015 | A homár                            | The Lobster                               | sánta férfi                                   | Kovács Krisztián |
| 2015 |                                    | Unity (dokumentumfilm)                    | narrátor (hangja)                             |                  |
| 2015 | A szüfrazsett                      | Suffragette                               | Sonny                                         | Pálmai Szabolcs  |
| 2015 | A dán lány                         | The Danish Girl                           | Henrik                                        | Fehér Tibor      |
| 2015 | Spectre – A Fantom visszatér       | Spectre                                   | Q                                             | Szatory Dávid    |
| 2015 | A tenger szívében                  | In the Heart of the Sea                   | Herman Melville                               | Szatory Dávid    |
| 2016 | Hologram a királynak               | A Hologram for the King                   | Dave                                          |                  |
| 2017 | Paddington 2.                      | Paddington 2                              | Paddington medve (hangja)                     | Szente Vajk      |
| 2018 | Mary Poppins visszatér             | Mary Poppins Returns                      | Michael Banks                                 | Szatory Dávid    |
| 2019 | A boldogságvirág                   | Little Joe                                | Chris                                         |                  |
| 2019 | David Copperfield rendkívüli élete | The Personal History of David Copperfield | Uriah Heep                                    |                  |
| 2020 |                                    | Surge                                     | Joseph                                        |                  |
| 2021 | Nincs idő meghalni                 | No Time to Die                            | Q                                             | Szatory Dávid    |
| 2022 | A nők beszélnek                    | Women Talking                             | August Epp                                    |                  |
| 2023 |                                    | Bad Behaviour                             | Elon Bello                                    |                  |
| 2023 |                                    | Passages                                  | Martin                                        |                  |
| 2024 |                                    | Limonov: The Ballad                       | Eduard Limonov                                |                  |
| 2024 | Paddington Peruban                 | Paddington in Peru                        | Paddington medve (hangja)                     | Szente Vajk      |

### Televízió
| Év        | Magyar cím                   | Eredeti cím                    | Szerep                    | Megjegyzések                                  |
| --------- | ---------------------------- | ------------------------------ | ------------------------- | --------------------------------------------- |
| 2000      |                              | Black Cab                      | Ryan                      | 1 epizód                                      |
| 2000      |                              | Other People's Children        | Sully                     | 4 epizód                                      |
| 2003      |                              | The Booze Cruise               | Daniel                    | tévéfilm                                      |
| 2003      | Készen áll, Mr. McGill?      | Ready When You Are, Mr. McGill | Bruno                     | tévéfilm                                      |
| 2005      |                              | Nathan Barley                  | Pingu                     | 6 epizód                                      |
| 2008      |                              | Criminal Justice               | Ben Coulter               | 5 epizód                                      |
| 2011–2012 |                              | The Hour                       | Freddie Lyon              | 12 epizód                                     |
| 2012      | Hollow Crown – Koronák harca | The Hollow Crown               | II. Richárd király        | 1 epizód                                      |
| 2014      |                              | Playhouse Presents             | Ezra                      | 1 epizód                                      |
| 2015      |                              | London Spy                     | Danny                     | minisorozat (5 epizód)                        |
| 2017      |                              | Queers                         | Perce                     | minisorozat (1 epizód)                        |
| 2018      | Egy nagyon angolos botrány   | A Very English Scandal         | Norman Scott              | 3 epizód                                      |
| 2019–2025 | Paddington kalandjai         | The Adventures of Paddington   | Paddington medve (hangja) | - főszereplő - magyar hangja: - Elek Ferenc   |
| 2020      | Fargo                        | Fargo                          | Rabbi Milligan            | 7 epizód                                      |
| 2022      | Ez fájni fog                 | This Is Going to Hurt          | Adam Kay                  | minisorozat (7 epizód)                        |
| 2022      |                              | Platinum Party at the Palace   | Paddington medve          | különkiadás                                   |
| 2024–     | Fekete galamb                | Black Doves                    | Sam                       | - főszereplő - magyar hangja: - Szatory Dávid |